# ألبرت هيلز
ألبرت هيلز (بالإنجليزية: Albert Hales)‏ هو عامل كهربائي وسياسي أسترالي، ولد في 9 نوفمبر 1932 في أستراليا. حزبياً، نشط في الحزب الوطني الأسترالي في كوينزلاند ‏. وقد انتخب عضو المجلس التشريعي ولاية كوينزلاند.